# John Barrow (Staatsbeamter)

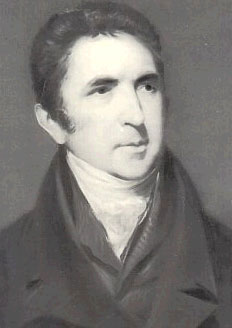
Sir John Barrow, um 1810

Sir John Barrow, 1. Baronet FRS FRGS (* 19. Juni 1764 in Dragley Beck, Ulverston, Cumbria; † 23. November 1848 in London) war ein britischer Staatsbeamter und Geschichtsschreiber. Als zweiter Sekretär der Admiralität organisierte er während der ersten Hälfte des 19. Jahrhunderts zahlreiche Entdeckungsreisen in verschiedene Weltregionen, von Afrika bis ins Nordmeer, um die nach dem Sieg über Napoleon arbeitslos gewordenen britischen Marineoffiziere zu beschäftigen.

## Leben
John Barrow war zunächst leitender Angestellter in einer Eisengießerei in Liverpool und wurde danach Mathematiklehrer an einer Schule in Greenwich. Einer seiner Schüler war der Sohn des Diplomaten Sir George Leonard Staunton  (1737–1801). Durch Stauntons Einfluss wurde Barrow als Rechnungsprüfer Mitglied der ersten britischen Gesandtschaft in China unter Lord Macartney. Barrow erlernte die chinesische Sprache und veröffentlichte darüber Artikel in der Quarterly Review. Der vom Gesandtschaftssekretär Sir George Staunton herausgegebene Bericht der Gesandtschaft enthält viele bedeutende Beiträge über China aus Barrows Feder. Obwohl Barrow nach seiner Rückkehr 1794 offiziell nicht mehr mit chinesischen Angelegenheiten betraut war, wurde er trotzdem noch häufig von der britischen Regierung zu Rate gezogen.
1797 begleitete Barrow Lord Macartney als Privatsekretär auf seiner wichtigen und delikaten Mission zur Errichtung einer Regierung in die neuerworbene Kolonie am Kap der Guten Hoffnung. Barrow wurde mit der Aufgabe betraut, die Buren und die Kaffern zu beruhigen und von den Bedingungen im Landesinneren zu berichten. Nach seiner Rückkehr von dieser Reise, in deren Verlauf er alle Teile der Kolonie besucht hatte, wurde er zum Generalrevisor des öffentlichen Rechnungswesens ernannt. Er entschied sich nun, sich in Südafrika niederzulassen, heiratete Anne Maria Trilter und kaufte sich 1800 ein Haus in Kapstadt. Mit seiner Gattin hatte er vier Söhne und zwei Töchter.
Die Kapitulation der Kolonie beim Frieden von Amiens 1802 durchkreuzte seine Pläne. Er kehrte 1804 nach England zurück und wurde von Lord Melville zum zweiten Sekretär der Admiralität ernannt. Dieses Amt behielt er 40 Jahre lang unter elf Ersten Lords und ganz besonders auch unter König Wilhelm IV., der – als Lord High Admiral – Barrow immer wieder mit Zeichen seiner persönlichen Anerkennung bedachte.

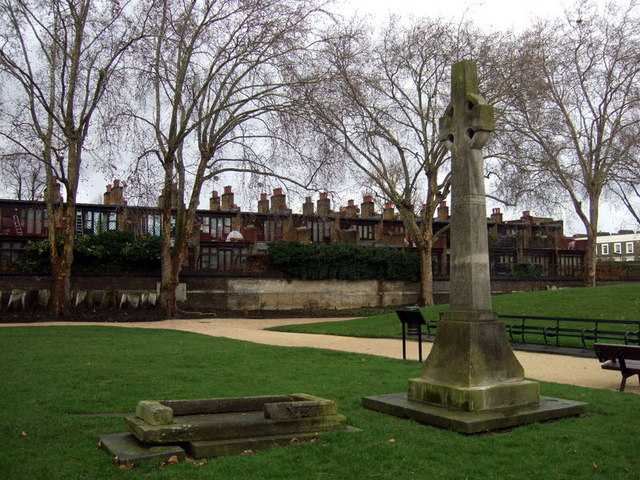
Barrows Grabmal im London Borough of Camden

Als Sekretär der Admiralität initiierte und förderte Barrow mehrere offizielle und halboffizielle Entdeckungsfahrten, besonders nach Westafrika und in die Nordpolarregion. Zu diesen Unternehmungen gehörten auch die Polarexpeditionen von Sir John Ross, Sir James Clark Ross und Sir John Franklin.
Barrow war Fellow der Royal Society und einer der Mitbegründer der 1830 gegründeten Royal Geographical Society. Er erhielt 1821 von der Universität Edinburgh den Grad eines Doktors der Rechte. 1835 verlieh ihm König Wilhelm IV. den erblichen Adelstitel eines Baronets, of Ulverstone in the County of Lancaster. 1845 zog er sich vom öffentlichen Leben zurück. Im Ruhestand schrieb er eine Geschichte der Entdeckungsreisen in die Arktis, die er – auf der Suche nach der Nordwestpassage – besonders unterstützt hatte (1846) und seine Autobiographie (erschienen 1847).
John Barrow starb plötzlich am 23. November 1848 in London. Er ist auf dem Friedhof von St. Martin-in-the-Fields im London Borough of Camden beigesetzt. In seinem Geburtsort Ulverston wurde ihm 1850 ein Denkmal in Form eines Leuchtturms gesetzt. Sein ältester Sohn George erbte seinen Baronet-Titel.

## Schriften
Neben 195 Beiträgen für die Quarterly Review und seinen geographischen Reiseberichten schrieb Barrow mehrere Biographien über britische Marinepersonen, ein Standardwerk über die Meuterei auf der Bounty und zwölf Beiträge zur 7. Auflage der Encyclopædia Britannica.
- A Description of Pocket and Magazine Cases of Mathematical Drawing Instruments; in which is explained the. use of each instrument, … J. & W. Watkins, London 1792, OCLC 557012599 (books.google.de – Leseprobe).
- An Account of Travels Into the Interior of Southern Africa, in the Years 1797 and 1798: Including Cursory Observations on the Geology and Geography of the Southern Part of that Continent … T. Cadell, jun. and W. Davies, London 1801 (books.google.de – Nachdruck Elibron Classics, 2000, Leseprobe).
- John Barrow’s Reise durch China von Peking nach Canton im Gefolge der Großbrittanischen Gesandtschaft in den Jahren 1793 und 1794. 2 Teile (1804/1805). Verlag des Landes-Industrie-Comptoirs / Benjamin Gottlob Hoffmann, Weimar / Hamburg (englisch: Travels in China, Containing Descriptions, Observations, and Comparisons, Made and Collected in the Course of a Short Residence at the Imperial Palace of Yuen-Min-Yuen, and on a Subsequent Journey Trough the Country from Pekin to Canton. London 1804. Übersetzt von Johann Christian Hüttner).
- A voyage to Cochinchina … Oxford University Press, Kuala Lumpur / London 1975, ISBN 0-19-580281-0 (books.google.de – Erstausgabe: T. Cadell, jun. and W. Davies, 1806, Nachdruck).
- Some Account of the Public Life and Selection from the Unpublished Writings of the Earl of Macartney: the latter consisting of Extracts from an Account of the Russian Empire; a Sketch of the Political History of Ireland; and a Journal of an Embassy from the King of Great Britain to the Emperor of China, with Appendixes. T. Cadell & W. Davies, London 1807, 2 Bände.
- A chronological history of voyages into the Arctic regions: undertaken chiefly for the purpose of discovering a north-east, north-west, or polar passage between the Atlantic and Pacific: from the earliest periods of Scandinavian navigation, to the departure of the recent expeditions, under the orders of Captains Ross and Buchan. John Murray, London 1818.
- The Eventful History of the Mutiny and Piratical Seizure of H.M.S. Bounty: Its Cause and Consequences. London 1831 (archive.org, Nachdruck Southport Press, Westport, CT. 2003, ISBN 1-887954-23-6).
- A Memoir of the Life of Peter the Great. John Murray, London 1832 (Nachdruck Elibron Classics, 2001, ISBN 1-4212-6961-9).
- The Life of Richard Earl Howe, K.G.: Admiral of the Fleet, and General of Marines. John Murray, London 1838 (Nachdruck Elibron Classics, 2001, ISBN 1-4021-7987-1).
- The Life of George Anson, Admiral of the fleet; Vice-Admiral of Great Britain; and First Lord Commissioner of the Admiralty; previous to, and during the Seven-Years’ War. John Murray, London 1839 (Nachdruck Elibron Classics, 2000, ISBN 1-4021-8604-5).
- Voyages of discovery and research within the Arctic regions, from the year 1818 to the present time: under the command of the several naval officers employed by sea and land in search of a north-west passage from the Atlantic to the Pacific, with two attempts to reach the North Pole: abridged and arranged from the official narratives, with occasional remarks John Murray, London 1846 (Nachdruck Elibron Classics, 2000, ISBN 1-4212-4114-5).
- Life & Correspondence of Admiral Sir William Sidney Smith G.C.B. Richard Bentley, London 1848.

## Wirkung
Nach Sir John Barrow sind benannt:
- Point Barrow, ein Kap an der Nordküste von Alaska
- Barrow Strait, eine Meerenge in der kanadischen Arktis
- Barrow Island, eine Insel in Western Australia, Australien
- Kap Barrow, ein Kap in der Ostantarktis
- Kap Barrow, ein Kap in der Westantarktis